# Природна богатства Африке
Африка има велики број природних ресурса, укључујући дијаманте, шећер, со, злато, гвожђе, кобалт, уран, бакар, сребро, уље и какао-зрна, али такође шуме и тропског воћа. Има ниску густину насељености, током дужег временског периода Африка је колонизована динамичним групама, експлоатацијом афричких ресурса. Неки економисти су говорили о 'злу сировина, великом броју ретких сировина која доводе Африку под високим притиском и напетошћу, што ће довести до ратова и спорог развоја. Без обзира на обиље природних ресурса, тврди да су многе западне земље, као што су САД, Канада, Аустралија, Француска и велика Британија , као и нових економских гиганата као што су Кина често користе афричке природне ресурсе данас, изазивају највећу вредност и новац од природних ресурса иде на Запад и Исток Азије, а не Африци, па тако изазива сиромаштво у Африци.
Афричка нафта добија све већи значај, углавном после 2015. године нафтну кризу и последње резерве нафте открића. Судан и Нигерија су два главна произвођача нафте. Кина поседује 40% од Конго по производњи нафте. Судан извози нафту од 2010. године, према процени Стејт департмента Сједињених америчких Држава на $9 милијарди долара.
Пет држава доминирају Афричком нафтом.Заједно они чине 85% континенталне производње нафте и имају свој редослед у смањењу производње: Нигерија, Либија, Алжир, Египат и Ангола. Остале државе које производе нафту су  Габон, Конго, Камерун, Тунис, Екваторијална Гвинеја, Демократска Република Конго, Обала Слоноваче и у скорије време, Гана. Истраживање се одвија у бројним другим земљама, које имају за циљ да повећају производњу или постану први произвођачи. На тој листи су Чад, Судан, Намибија, Јужноафричка Република и Мадагаскар, док су Мозамбик и Танзанија потенцијални произвођачи нафте.

## Афричке руде
Резерве руде у Африци има у изобиљу, и у наше време, као и у другим континентима почињу да се сударају исцрпљивањем ресурса. Бакарни појас у Катанги, дијамантске мине у Сијера Леоне, Анголи и Боцвани , добро познат по својим  богатим производима. 